# Abbaye de Bindon
L’abbaye de Bindon est une abbaye cistercienne située à Wool, dans le Dorset, en Angleterre. Elle a été bâtie à partir de 1172. Comme la plupart des abbayes anglaises, elle a été fermée en 1536, et ses biens accaparés par la couronne royale durant la campagne de dissolution des monastères.

## Histoire

### Little Bindon

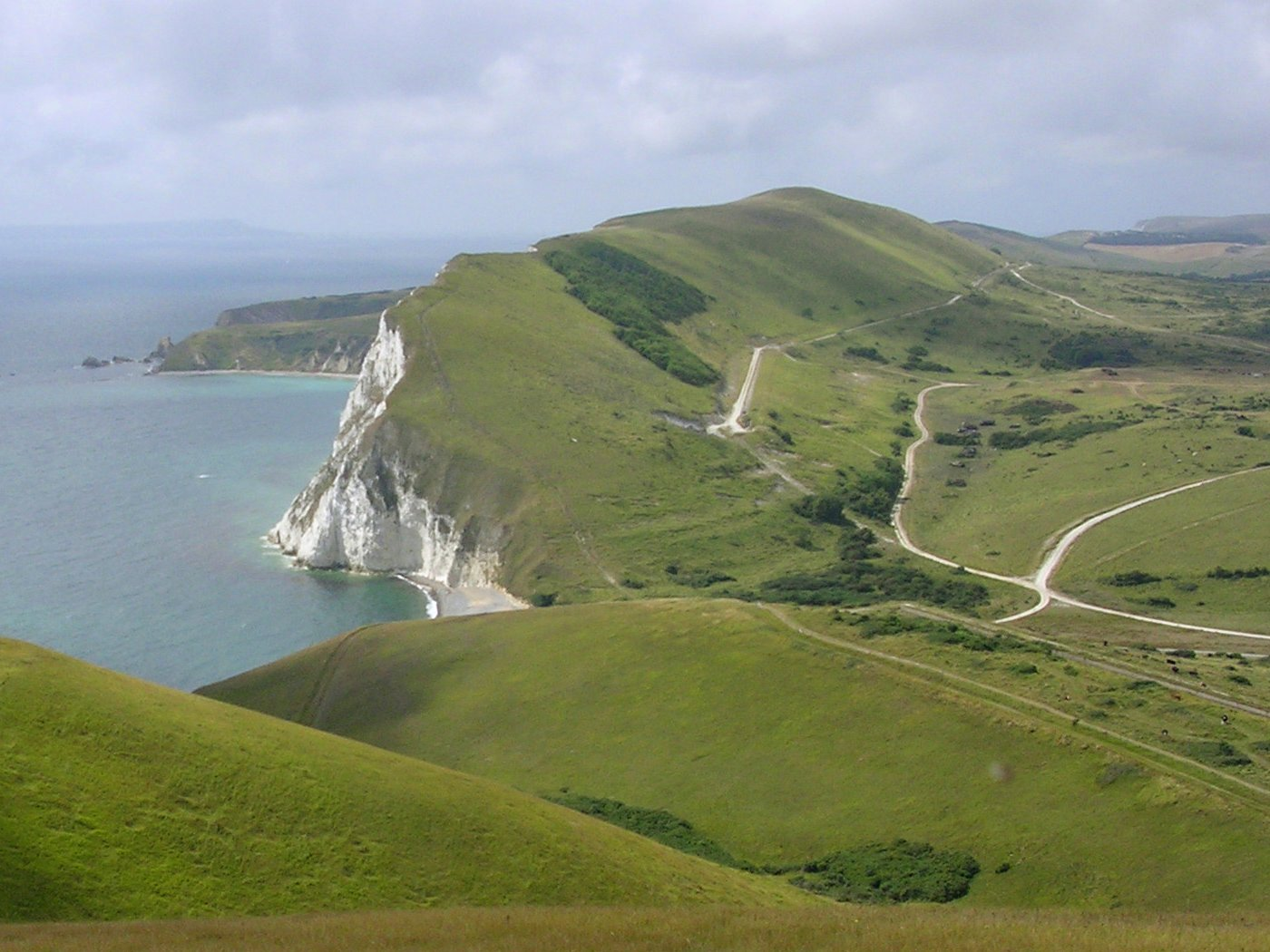
Le site originel de l'abbaye de Bindon (à l'arrière-plan de la photographie).

En 1149, William et Maud de Glastonia demandent à des moines de l'abbaye de Forde de construire une abbaye dans le site connu aujourd'hui sous le nom de Little Bindon. Cet emplacement est situé juste sous le revers de la falaise de Bindon Hill (en), à proximité de Lulworth Cove, sur la Jurassic Coast.

### La fondation de l'abbaye
En 1172, Roger et Maud de Newburgh proposent aux moines un nouveau site plus conforme aux habitudes cisterciennes, dans la vallée de la Frome. Une charte du roi Henri III vient confirmer cette donation le 4 avril 1234.

## Liste des abbés de Bindon
- John, premier abbé, est élu en 1191 'abbé de Forde' (fn. 67)
- Henry (fn. 68)
- Ralph, attesté en 1227
- John, attesté en 1232
- William
- Robert, attesté en 1243 et en 1252
- Reginald, attesté en 1275
- William, attesté en 1290
- Walter, élu en 1309
- Richard, attesté en 1316
- John de Monte Acuto, déposé en 1331 ou 1332 par le chapitre général de Cîteaux
- William, attesté en 1331 (probablement abbé par intérim)
- Roger Harnhull, nommé en 1332
- William de Comenore, élu en 1338
- Philip, attesté en 1350
- William Chetus ou Cletus, élu en 1361
- William Fordington, attesté en 1400
- Robert Lulworth, attesté en 1433
- John Smith, attesté en 1444
- William Comere, attesté en 1446
- Robert, attesté en 1458 et en 1464
- Thomas, attesté en 1467
- John, attesté en 1485 et en 1495
- John Bryan, attesté en 1499
- John Waleys, attesté en 1523
- Thomas, attesté en 1529
- John Norman, élu en 1534, déposé en 1539[4].